# Elin Danielson-Gambogi
Pour les articles homonymes, voir Danielson et Gambogi.
Elin Kleopatra Danielson-Gambogi est une peintre finlandaise née le 3 septembre 1861 à Noormarkku, en Finlande, et morte le 31 décembre 1919 à Atignano près de Livourne, en Italie.

## Biographie

### Jeunesse et études
Elin Danielson est issue d'une famille de militaires et de fonctionnaires. Ses parents, Karl Emil Danielson et Rosa Amalia Gestrin, ont une certaine éducation. En 1871, la ferme familiale fait faillite et Karl Emil se suicide l'année suivante. Malgré ses difficultés financières, la mère d'Elin s'efforce de payer les études de sa fille avec l'aide de son frère, Mauritz Gestrin, qui continuera à soutenir financièrement Elin par la suite. Elle entre à l'école de dessin de l'Académie des beaux-arts d'Helsinki à l'âge de quinze ans et y étudie le dessin, la perspective, la peinture de paysages et la peinture sur porcelaine. Elle poursuit ses études à l'école privée d'Adolf von Becker et décroche son diplôme d'enseignante en 1880. La même année, elle participe à sa première exposition.
Danielson hésite à se lancer dans une carrière artistique. Elle se consacre à l'enseignement et à ses études jusqu'en 1883, date à laquelle elle obtient une bourse pour se rendre à Paris. Elle y passe la majeure partie des années 1880, étudiant à l'académie Colarossi et dans d'autres écoles d'art privées. Parmi ses professeurs, Gustave Courtois et Raphaël Collin, mais aussi Auguste Rodin auprès duquel elle apprend des rudiments de sculpture.

### Début de carrière
Comme de nombreux peintres parisiens, Elin Danielson se rend en Bretagne, notamment à Pont-Aven, l'été pour y peindre des paysages. Sous l'influence du naturaliste Jules Bastien-Lepage, sa palette y devient plus lumineuse. Elle retourne par la suite en Finlande, vivant à Noormarkku ou à Helsinki, et rejoint l'Önningebykolonin, un cercle de peintres finlandais et suédois se réunissant dans l'archipel d'Åland. Elle restera en contact avec Victor Westerholm jusqu'à sa mort.
Elin Danielson passe les années suivantes entre la Finlande et Paris. À partir de 1887, elle participe à plusieurs expositions en Finlande, où elle se fait remarquer pour ses portraits de femmes dans des situations banales, jugés indécents et vulgaires. De plus en plus critique vis-à-vis de la situation des femmes dans la société, elle mène une vie anticonformiste et entretient des liaisons avec plusieurs artistes, dont le sculpteur norvégien Gustav Vigeland.

### En Italie
Elin Danielson se rend à Florence en 1895 avec une bourse d'études et y reste quatre mois. Elle y retourne l'année suivante et, après un dernier séjour en Finlande pour y peindre un retable pour l'église de Kimito, s'installe définitivement en Italie, d'abord à Florence, puis dans le village d'Antignano, au sud de Livourne. Elle épouse en 1898 le peintre italien Raffaello Gambogi, de treize ans son cadet. Ce nouvel environnement influence profondément la peinture de Danielson, et elle et son mari s'influencent aussi mutuellement. Le couple participe à plusieurs expositions en Italie et en France dans les années qui suivent. Elin commence à connaître le succès : elle reçoit un prix de la ville de Florence, et le roi Humbert Ier d'Italie achète une de ses toiles.
Cependant, le couple connaît des difficultés d'ordre privé : Gambogi entame une liaison avec Dora Wahlroos et commence à présenter des signes de troubles mentaux. Les dernières années de la vie d'Elin Danielson sont marquées par des difficultés d'ordre financier et personnel : la Première Guerre mondiale la prive de nombreuses occasions de vendre ses toiles et l'empêche de revoir son pays natal. Une pneumonie l'emporte en 1919, à l'âge de 58 ans.

## Quelques œuvres

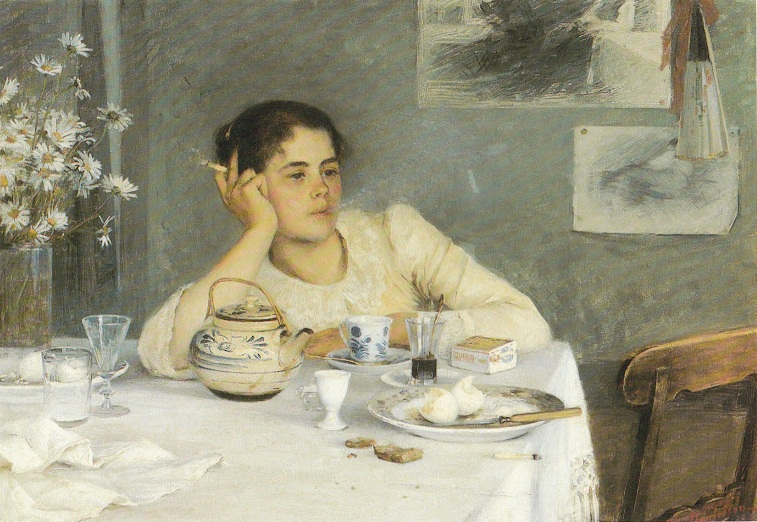
À la fin du petit-déjeuner, 1890
Collection particulière

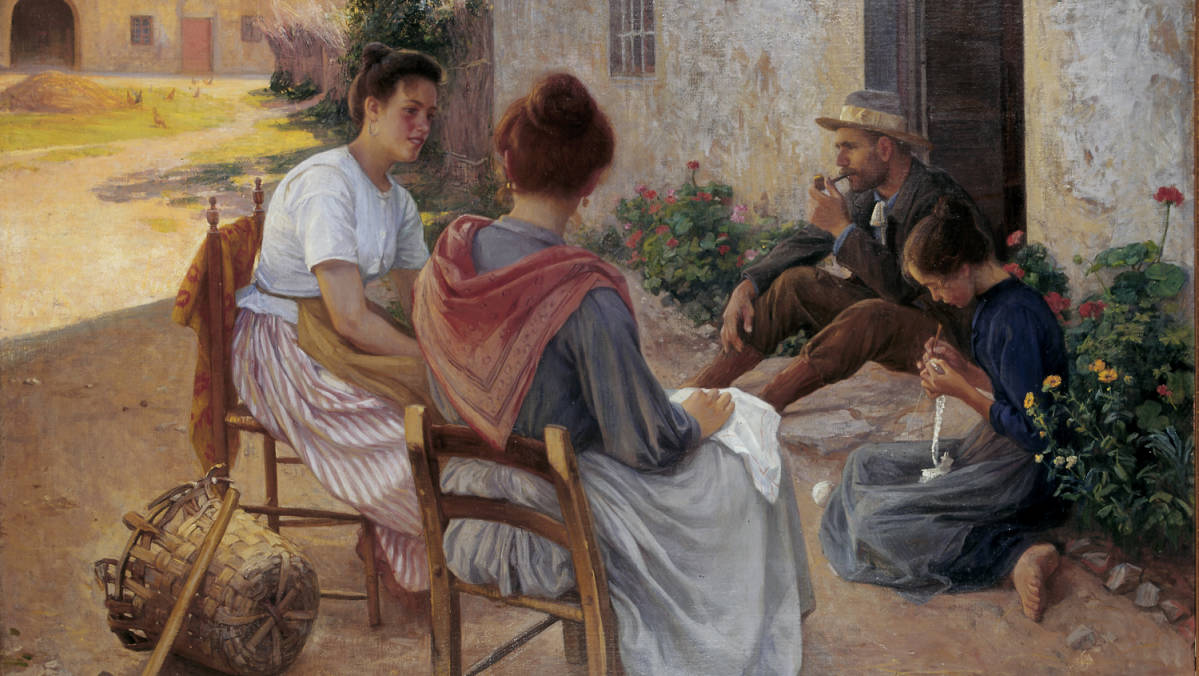
Italialainen perhe (« Famille italienne »), 1900.

- 1884 : Jeune bretonne, huile sur toile, , 45 × 51 cm, musée de Pont-Aven[1].
- 1885 : Jeune mère (Fille bretonne), huile sur toile, 92 × 69 cm, Galerie nationale de Finlande[2]
- 1886 : Balda-tädin ajanviete (Le Passe-temps de tante Balda) 1886, huile sur toile, 44 × 53 cm, Collection privée[3]
- 1887 : Talvikalastus (Pêche hivernale), collection privée
- 1888 : Hilma Westerholmin muotokuva (Portrait de Hilma Westerholm), huile sur toile, 136 × 105 cm, Musée d'Art de Turku
- 1888 : retable de l'église de Ahlainen
- 1890 : A la fin du petit-déjeûner, huile sur toile, 67 × 94 cm, Collection particulière
- 1891 : Äidin huoli (L'Inquiétude de la mère), huile sur toile, 54 × 68 cm, Collection particulière
- 1892 : Tyttö ja kissat (Fille avec des chats dans un paysage d'été), huile sur toile, 110 × 137 cm, UPM-Kymmene Cultural Foundation[4]
- 1893 : Äiti (Mère), huile sur toile, 95 × 57 cm, Galerie nationale de Finlande[5]
- 1897 : Retable de l'église de Kimito
- 1899 : Retable de l'église de Noormarkku (détruit dans un incendie en 1918)
- 1900 : Italialainen perhe (Famille italienne), huile sur toile, 88 × 124 cm, Musée d'Art de Tampere[6]
- 1900 : Iltahetki (Après le dîner), huile sur toile, 65 × 79 cm, Collection particulière
- 1900 : Poutapäivä (Journée d'automne)
- 1900 : Omakuva (Autoportrait), huile sur toile, 96 × 65 cm, Galerie nationale de Finlande[7]
- 1903 : Punapukuinen omakuva (Autoportrait en rouge), huile sur toile, 23 × 27 cm, Musée d'Art de Turku
- 1904 : La Merenda

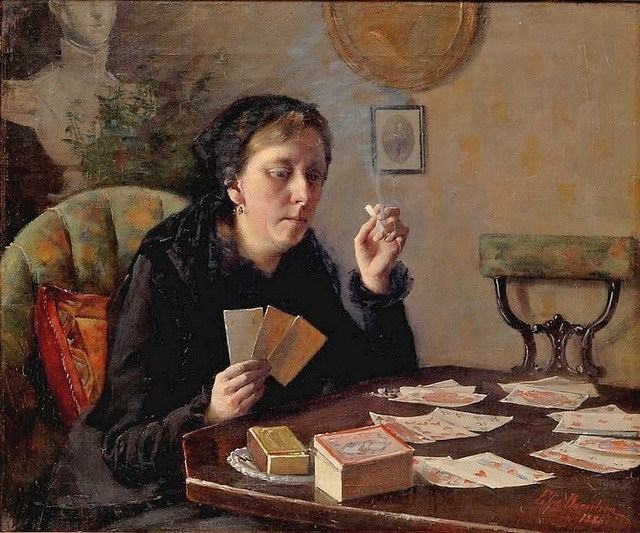
Le Passe-temps de tante Balda, 1886 Collection privée
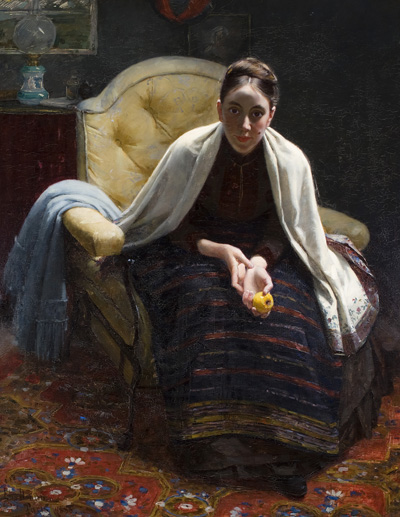
Portrait de Hilma Westerholm, 1888 Musée d'Art de Turku
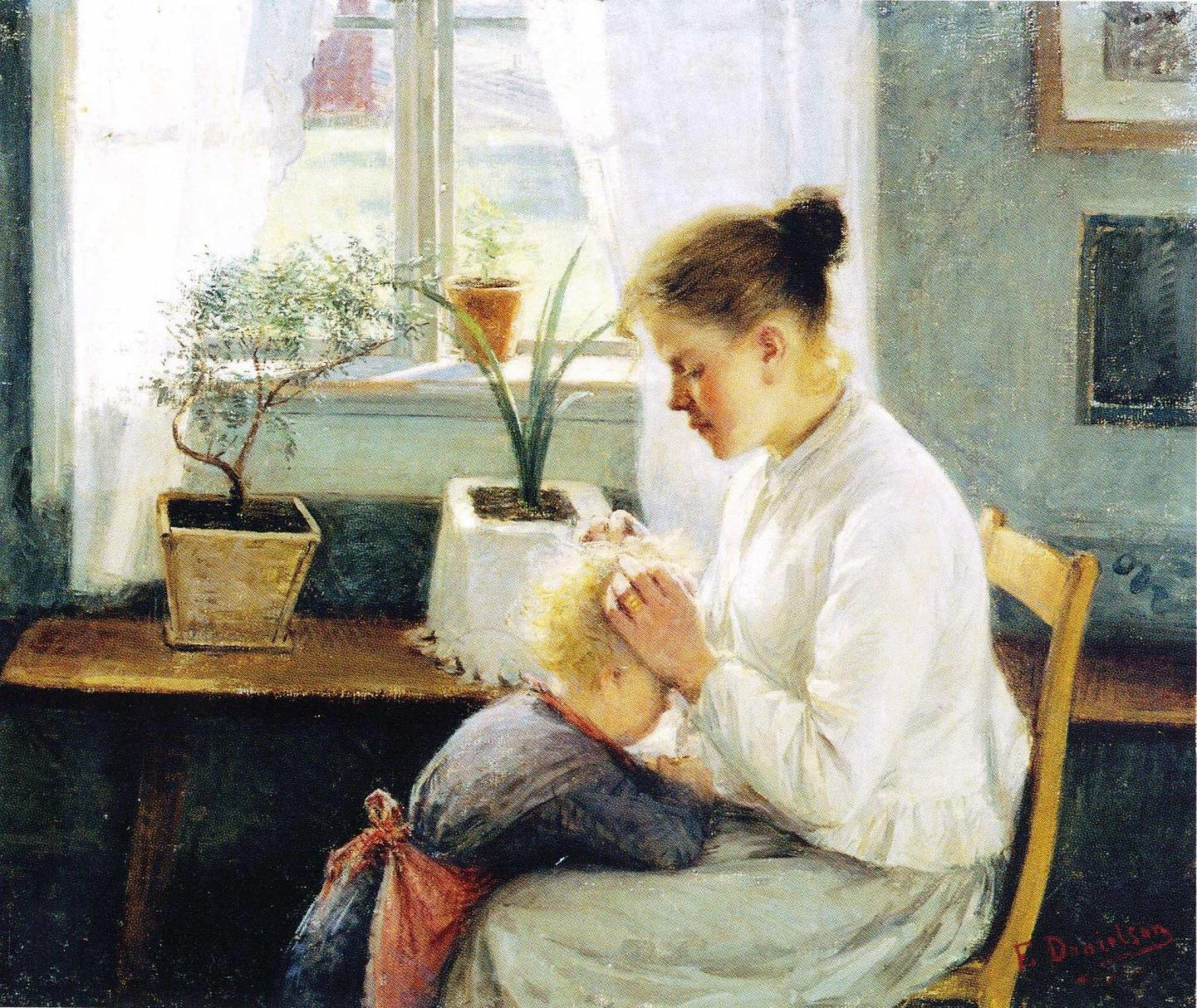
L'Inquiétude de la mère, 1891 Collection particulière
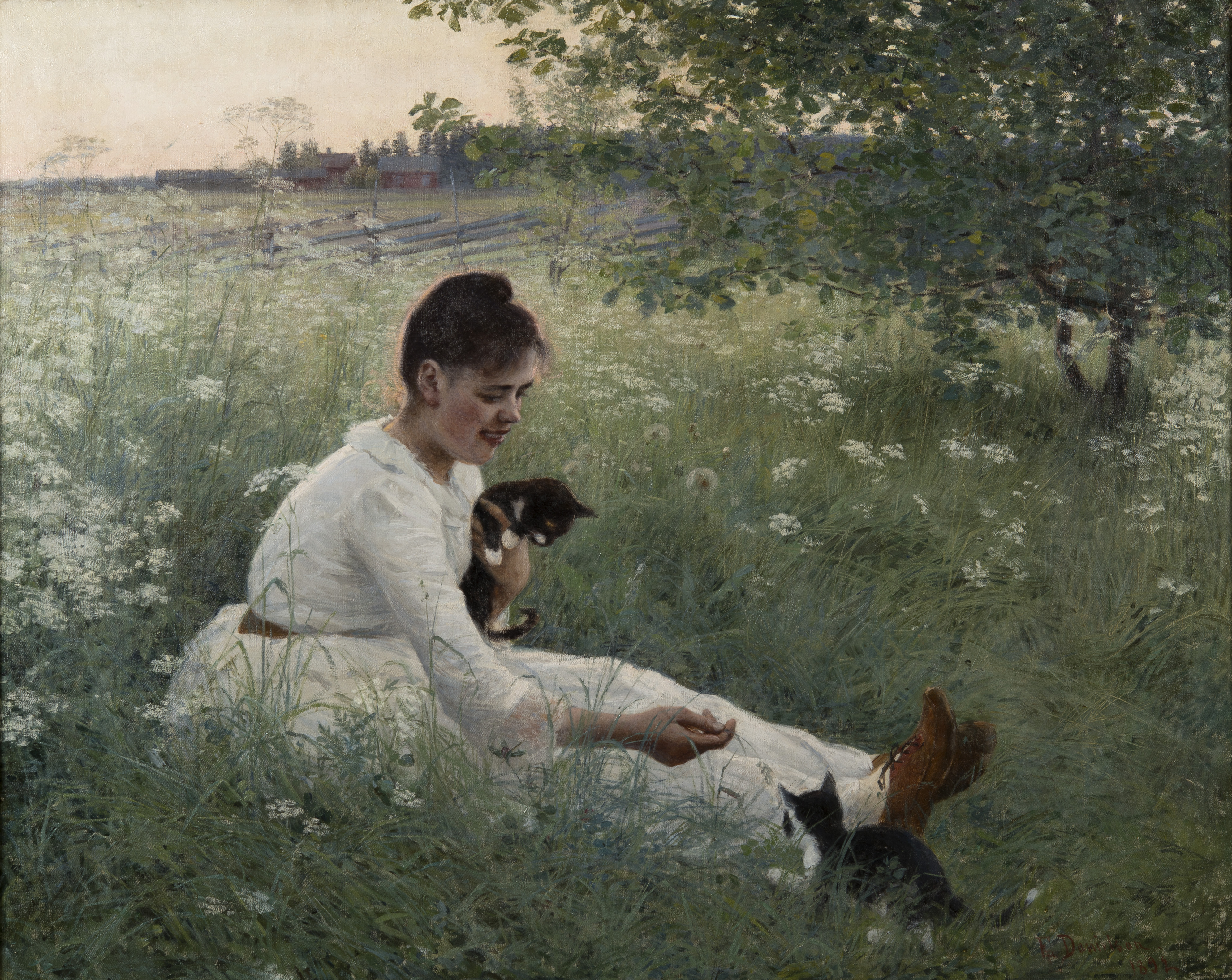
Fille avec des chats dans un paysage d'été, 1892 UPM-Kymmene Cultural Foundation
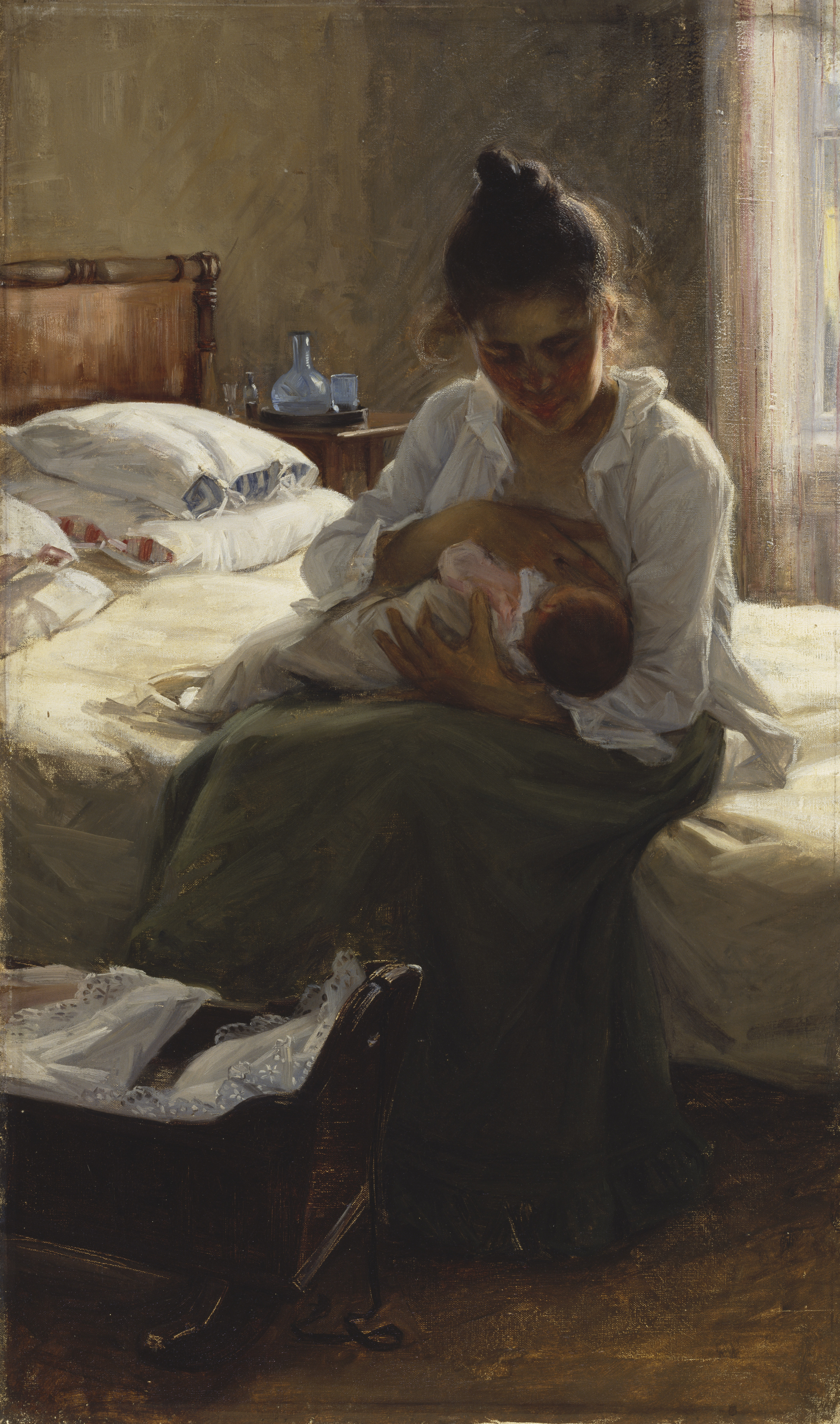
Mère, 1893 Galerie nationale de Finlande
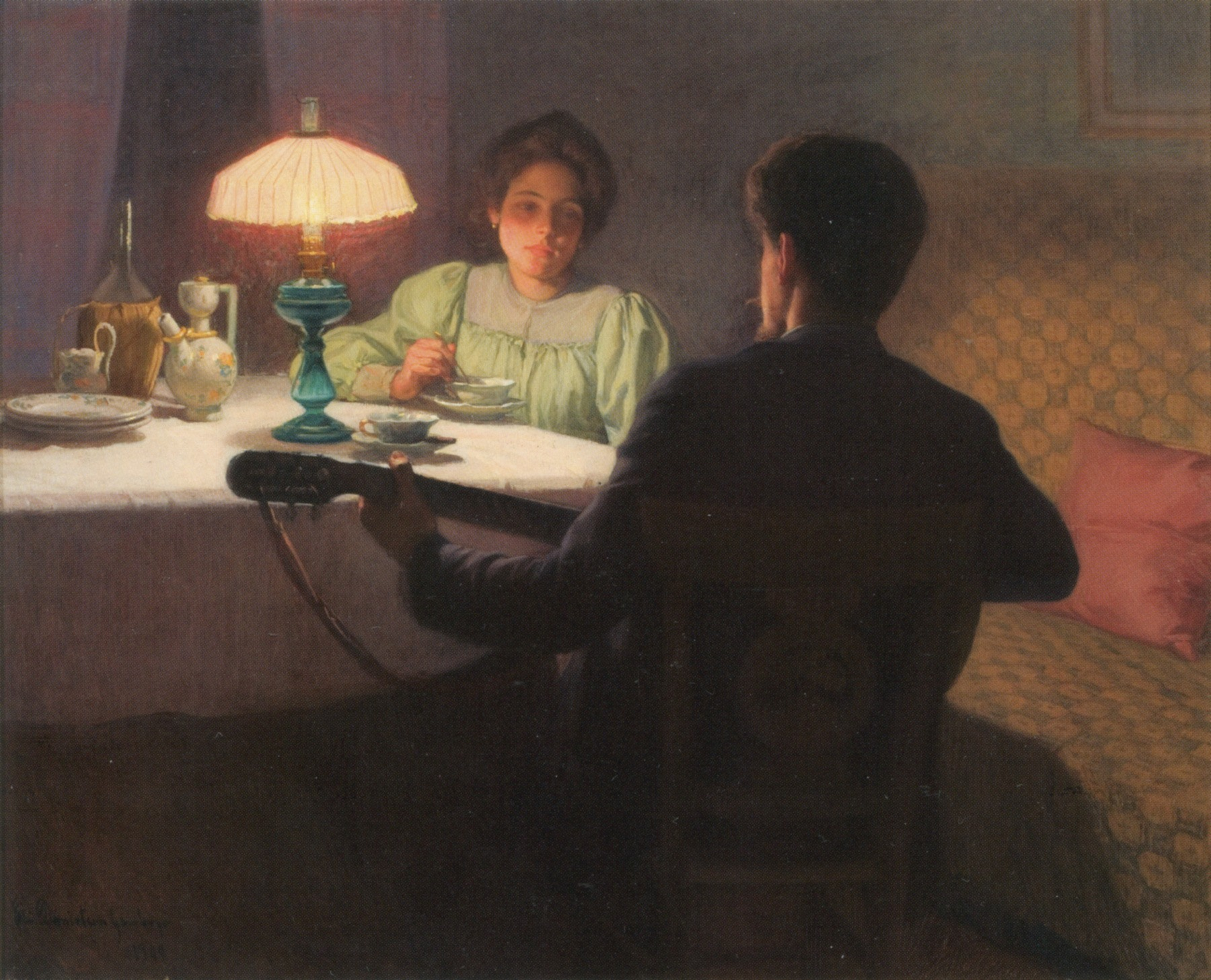
Après le dîner, 1900 Collection particulière

## Autoportraits

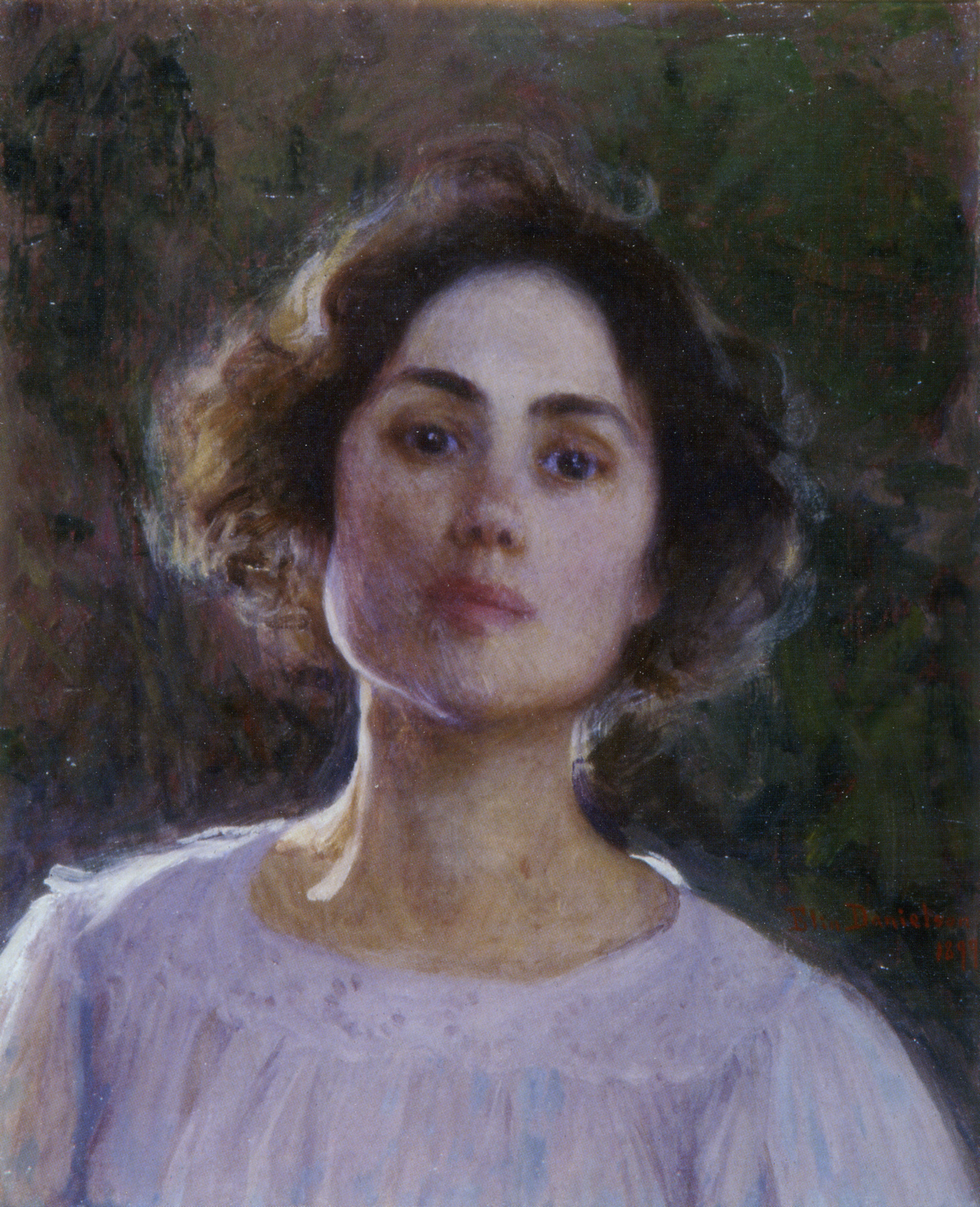
1899
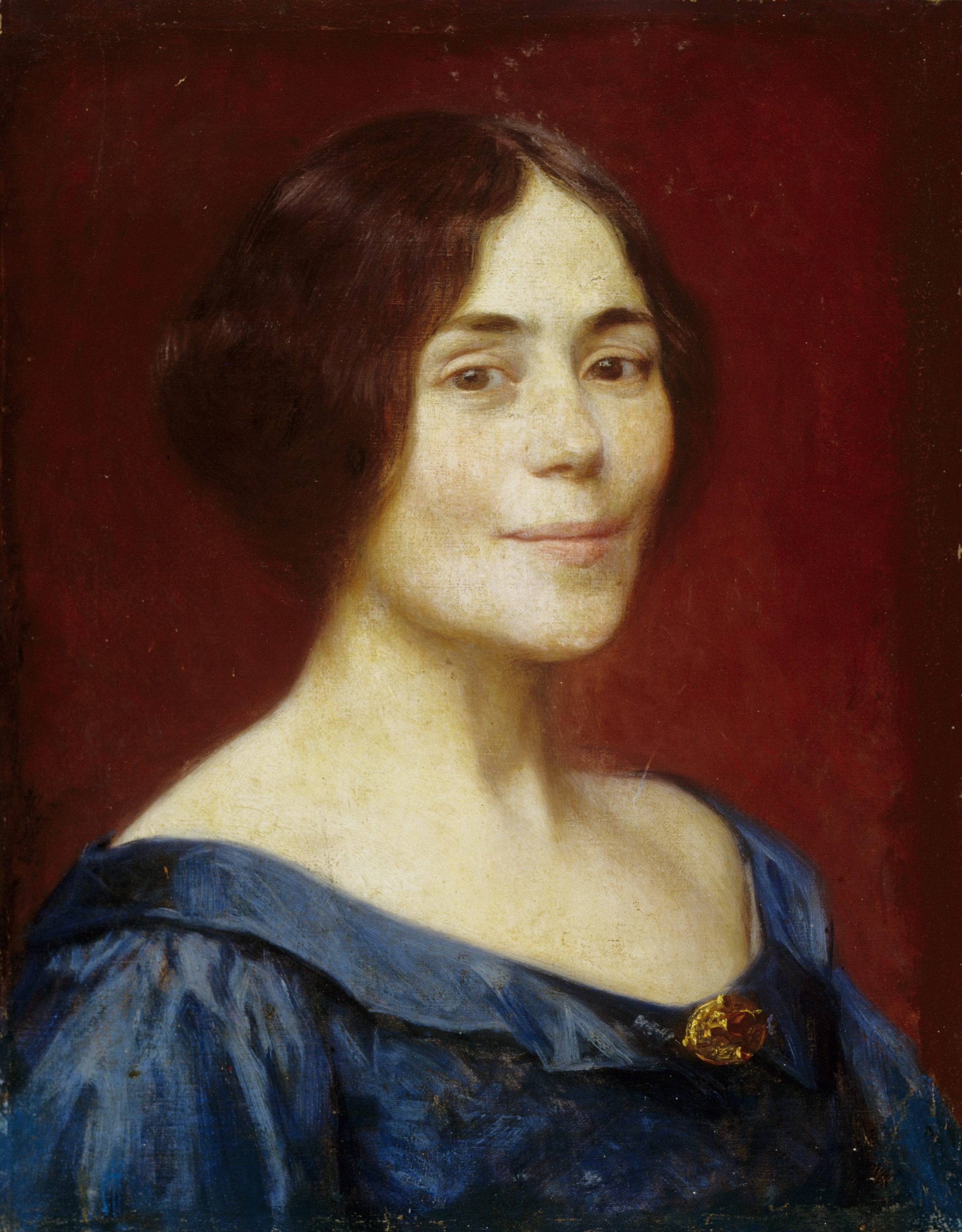
1899
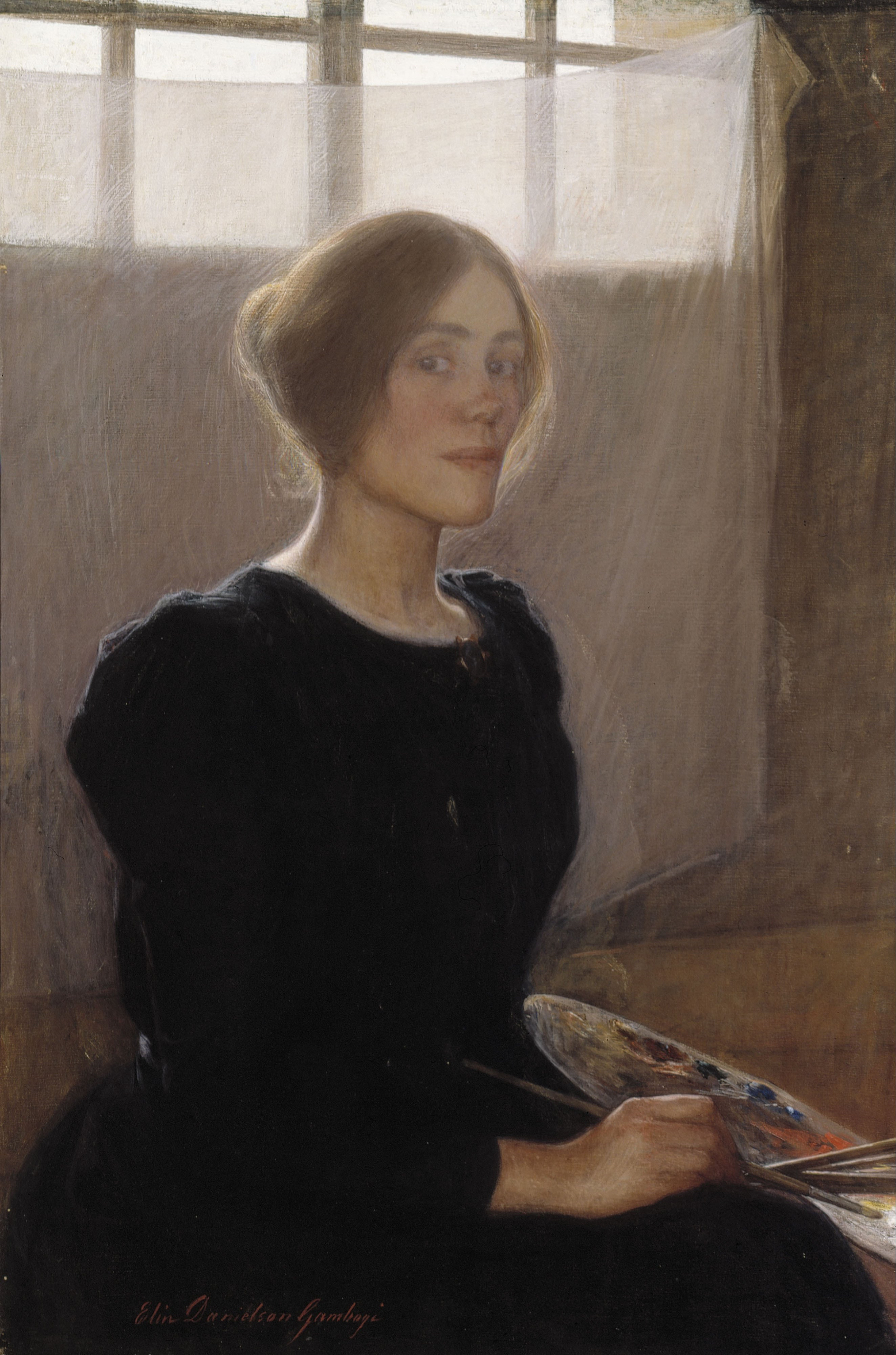
1900
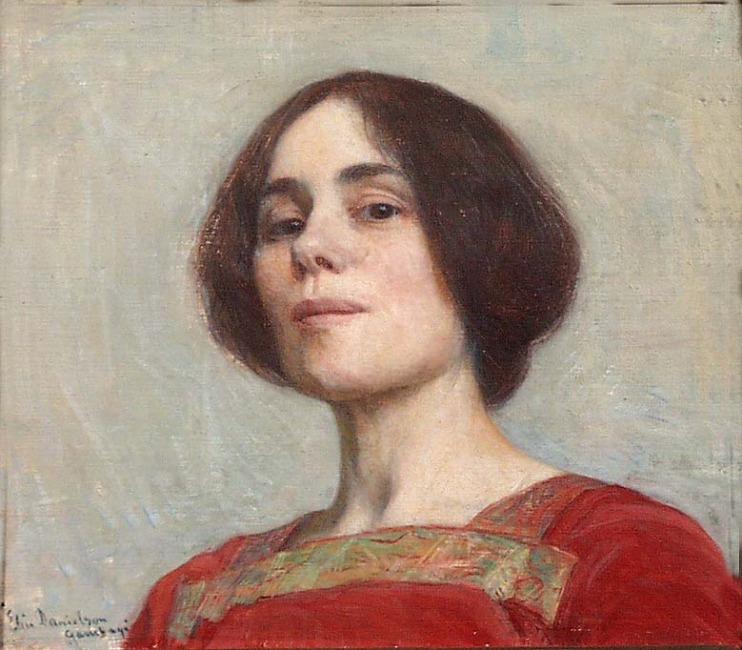
1903

## Hommages
L'île d'Åland a émis[Quand ?] un carnet de timbres qui reprend une œuvre[Laquelle ?] d'Elin Danielson-Gambogi.